# فضای تاب–نات
فضای تاب-نات یا تاب-ان یو تی (به انگلیسی: Taub–NUT space) (‎/tɑːb nʌt/‎ یا ‎/tɑːb ɛn[invalid input: 'ju:']ˈtiː/‎) یک پاسخ کامل برای معادلات میدان اینشتین است، مدلی از جهان که در چارچوب نسبیت عام فرمولبندی می‌شود و همگن است اما همسانگرد نیست.
متریک تاب-نات توسط آبراهام هاسکل تاب کشف شد و توسط ازرا نیومن، تامبورینو و اونتی  که حروف اول اسمشان بخش NUT (نات) از نام این متریک را تشکیل می‌دهد، به خمینه‌های بزرگتر تعمیم یافت.
پاسخ تاب یک پاسخ فضای خلأ معادلات اینشتین با توپولوژی  R×S۳ و متریک
{\displaystyle ds^{2}=-dt^{2}/U(t)+4l^{2}U(t)(d\psi +\cos \theta d\phi )^{2}+(t^{2}+l^{2})(d\theta ^{2}+(\sin \theta )^{2}d\phi ^{2})}
که در آن
{\displaystyle U(t)={\frac {2mt+l^{2}-t^{2}}{t^{2}+l^{2}}}}
و m و l ثابتهای مثبت هستند.
متریک تاب تکینگی‌های مختصاتی در U=۰، t=m+(m۲+l۲)۱/۲ دارد و نیومن، تامبورینو و اونتی نشان دادند که چگونه می‌توان متریک را در عرض این صفحه گسترش داد.